# Vitaya Magazine
Vitaya Magazine was een tijdschrift van De Persgroep (vroeger door Sanoma Media). Het blad was de printtegenhanger van de televisiezender Vitaya. Hoofdredactrice is An Brouckmans.

## Historiek
Het blad had in 2010 een oplage van 62.780 exemplaren en een gemiddeld leesbereik van 181.500 lezers.
Toenmalige Sanoma-publishingdirecteur Sandra De Preter kondigde bij de lancering van Vitaya Magazine aan dat het tijdschrift Evita op termijn vervangen zou worden door het nieuwe blad.
Lijst van tijdschriften in België